# 萨格雷斯
萨格雷斯是巴西圣保罗州的一个市镇。总面积148.931平方公里，总人口2307人，人口密度15.5人/平方公里。